# Craniophora simillima
Craniophora simillima är en fjärilsart som beskrevs av Max Wilhelm Karl Draudt 1950. Craniophora simillima ingår i släktet Craniophora och familjen nattflyn. Inga underarter finns listade i Catalogue of Life.